# Alexander Grothendieck
Alexander Grothendieck, född 28 mars 1928 i Berlin, död 13 november 2014 i Saint-Lizier i Ariège, var en tyskfödd fransk matematiker som under senare delen av sitt liv istället ägnade sig åt filosofiska och ekologiska frågor samt trädgårdsodling. 
Grothendieck bidrog bland annat kraftigt till utvecklandet av den moderna algebraiska geometrin. År 1966 belönades han med Fieldsmedaljen, men vägrade av politiska skäl att ta emot medaljen i Moskva; och 1988 med Crafoordpriset, som han vägrade att ta emot helt och hållet. År 1991 flyttade han till en mindre ort i södra Frankrike, och försvann på så sätt från offentlighetens ljus.

## Matematiskt arbete
Grothendiecks tidiga arbete var inom funktionalanalys. Hans viktigaste bidrag inkluderar topologiska tensorprodukter av topologiska vektorrum, teorin av nukleära rum som en grund för Schwartzfördelningar och användningen av Lp-rum i studiet av linjära avbildningar mellan topologiska vektorrum. I några år hade han blivit en ledande expert i detta område av funktionalanalys — i så hög grad att Dieudonné jämförde hans inflytande i detta område till det av Banach.
Hans viktigaste bidrag var dock inom algebraisk geometri och relaterade områden. Från ungefär 1955 arbetade han med kärveteori och homologisk algebra, vilket ledde till en berömd artikel (Sur quelques points d'algèbre homologique, publicerat i Tohoku Mathematical Journal 1957) i vilken han introducerade abelska kategorier och använde denna teori till att bevisa att kärvekohomologi kan definieras som vissa härledda funktorer i detta samband.